# Trujillo (Španělsko)

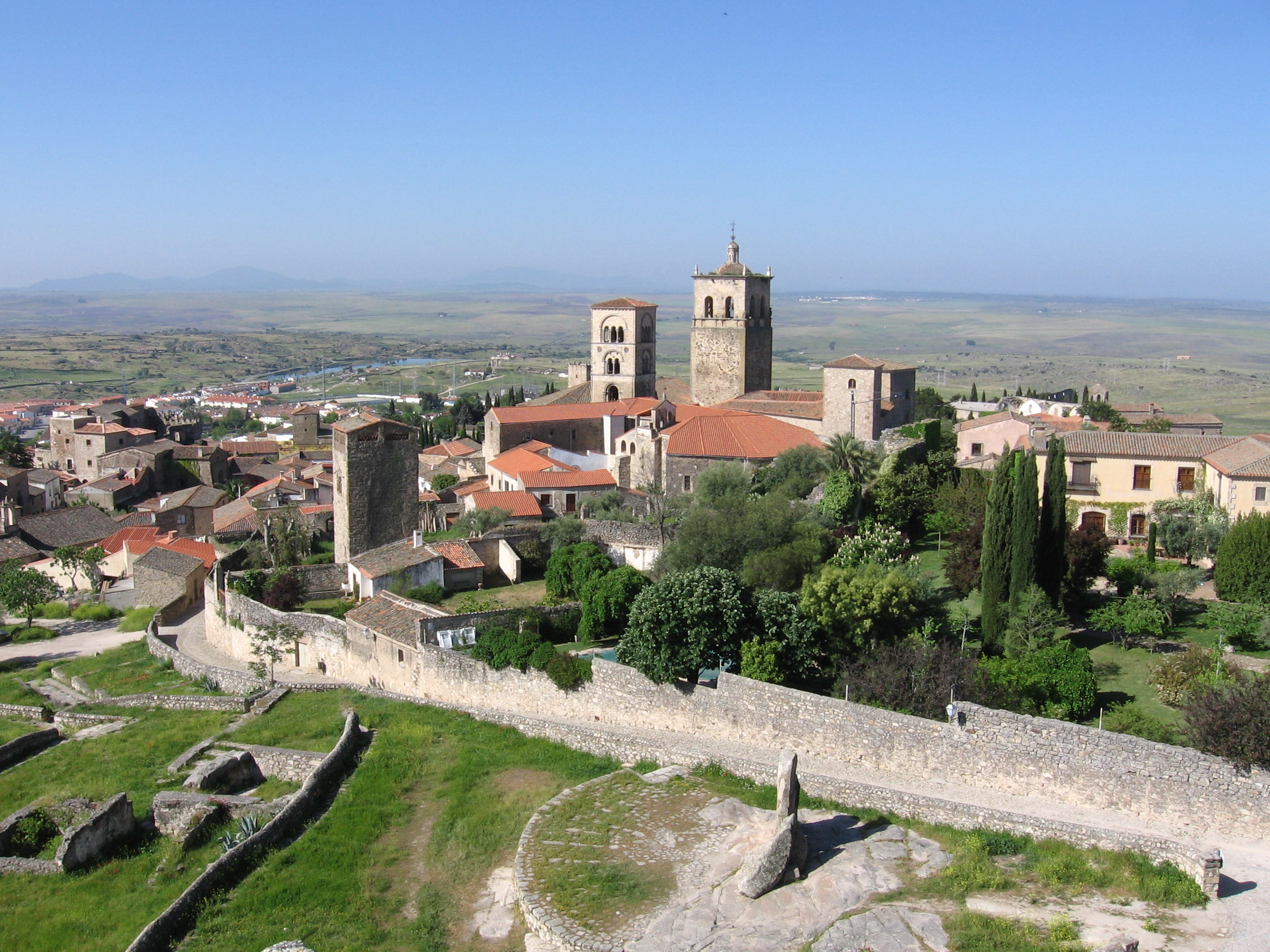
Trujillo, město s hradem

Trujillo [truchiljo] je historické město v západním Španělsku, oblast Extremadura, provincie Cáceres. Leží blízko portugalských hranic a roku 2013 zde žilo 9085 obyvatel.

## Historie
Jméno se odvozuje od latinského názvu města Turris Iulia, v 10. století zde Maurové postavili pevnost Torgalium. V roce 1232 je dobyli Španělé a roku 1431 získalo městská práva. Roku 1478 se zde narodil konkvistador Francisco Pizarro a z města pocházelo i mnoho dalších dobyvatelů. Několik měst v Jižní Americe proto nese také jméno Trujillo.

## Pamětihodnosti
- Středověký hrad Castillo de Trujillo
- Kostel Santa Maria la Mayor ze 13. století
- Staré město s mnoha paláci a historickými domy
- Muzeum Francisca Pizarra v jeho rodném domě